# D-2 (U-Boot)
Die D-2, auch USS D-2 (Kennung: SS-18), war ein U-Boot der D-Klasse der United States Navy, das von 1909 bis 1922 in Dienst stand.

## Geschichte
Die spätere D-2 wurde am 16. April 1908 bei Fore River Shipbuilding in Quincy im US-Bundesstaat Massachusetts, als Unterauftrag für das Unternehmen Electric Boat auf Kiel gelegt. Der Stapellauf erfolgte am 16. Juni 1909, mit Taufe auf den Namen Grayling durch Miss Catherine H. Bowles, Tochter von Francis T. Bowles dem Präsidenten der Bauwerft. Nach Ausrüstung wurde die Indienststellung am 23. November 1909, unter dem Kommando von Lieutenant Owen Hill, durchgeführt.
Nach ihrer Indienststellung wurde die Grayling der Atlantic Fleet zugeteilt und Führerboot der Submarine Division 3. In Folge unternahm sie hauptsächlich Schieß- und Tauchübungen. Am 23. November 1911 wurde die Grayling in D-2 umbenannt. 1915 war sie vom 5. bis 18. Mai Teilnehmer der Presidential Review of the Fleet auf dem North River genannten Abschnitt des Hudson River.
Während des Ersten Weltkrieges wurde die D-2 für die Ausbildung bzw. Erprobungen in New London (Connecticut) eingesetzt. Am 9. September 1919 wurde das Boot schließlich in der Philadelphia Naval Shipyard der Reserveflotte zugeordnet, am 18. Januar 1922 außer Dienst gestellt und am 22. September gleichen Jahres zum Abbruch verkauft.